# アナログ回路
アナログ回路（アナログかいろ）は、連続的に変化する電気信号を取り扱う電子回路である。これに対してデジタル回路は有限個の信号レベル（通常2つ）しか持たない信号を扱う。「アナログ」という言葉は、信号とその信号を実際に表している電圧や電流が比例関係にあることを意味している。「アナログ」の語源はギリシャ語の ανάλογος (analogos) で、「比例」を意味する。

## アナログ信号
アナログ信号は媒体のなんらかの属性を利用して信号の情報を伝達する。例えば、アネロイド型気圧計は針の角度で気圧の変化の情報を伝える。電気信号は電圧・電流・周波数などの変化で情報を表現する。なんらかの他の形式（音、光、温度、圧力、位置など）の情報をエネルギーを変換するトランスデューサー（例えばマイクロフォンなど）で電気信号に変換する。
信号は与えられた範囲の任意の値をとり、それぞれの信号値が異なる情報を表現している。信号の変化には常に意味があり、それぞれの信号レベルが対応する現象のそれぞれ異なるレベルを表している。例えば、1ボルトが1セルシウス度に対応し、温度を表している電気信号があるとする。その場合、10ボルトは10度に対応し、10.1ボルトは10.1度を表している。
アナログ信号を伝達する別の方法として変調がある。この場合、基本搬送信号の1つの属性を変化させる。振幅変調 (AM) では、情報に基づいて正弦電圧波形の振幅を変化させ、周波数変調 (FM) では周波数を変化させる。他にも搬送信号の位相を変化させる位相変調などが使われる。
アナログの録音では、音波の圧力の変化がマイクロフォンに当たり、そこを流れる電流または電圧がその変化に応じて変化する。音量が大きくなると、それに比例して電流または電圧の変化も大きくなり、音波と同じ波形を保つ。
アナログ信号は電気信号だけでなく、機械的システム、空圧/油圧システムなどを使って伝達することもある。

## 普遍的ノイズ
アナログシステムには例外なくノイズが含まれている。ノイズとは無作為な変化または外乱であり、原子などの粒子の無作為な熱振動などが原因である。アナログ信号はその変動に意味があり、無作為な外乱がそこに追加されると元々の変動と区別できなくなるため、それがノイズとして現れる。信号のコピーを繰り返したり、長距離を伝送すると、そういった無作為な変化が大きくなって信号が劣化する。他のノイズ源として、外部の電気信号や設計が不十分な部品などがある。それらの外乱はシールドを施すことや同種の回路の信号から減産することで低減でき、低ノイズ増幅器 (LNA) を使うといった方法もある。

## アナログとディジタル
アナログ回路とデジタル回路では情報を符号化する方法が異なるため、結果としてその信号を処理する方法も異なる。アナログ信号について増幅回路やフィルタ回路などで行う操作は、デジタルの領域でも全く同じことが可能である。また、デジタル回路も物理的に見ればアナログ回路を飽和させるなど、数値に応じた閾値を決めている（例えば、負の飽和を0、正の飽和を1とアナログ値で表現している）に過ぎないため、アナログ回路であると言える。そのため、専らデジタル回路を扱う場合においても、最低限のアナログ回路の知識・技術は必要とされる。また、近年ではデジタル回路が誤動作を他に与えたり、他から受けたりすることが問題になっており、解決にはアナログ回路の知識・技術が必要になる。これについては、EMCを参照のこと。
歴史上先に発明され大量生産された電子機器はアナログだった。マイクロエレクトロニクスの活用でデジタル技法のコストが下がり、安価なデジタル回路が広く使われるようになった。信号処理の観点からは、アナログ量のまま処理を行うのは困難なため処理のデジタル化が進んでいる。しかし、現実世界との接点では必ずアナログ量の入出力が必要となるため、いかに与えられたアナログ量の情報を失わずにデジタル量に変換するか、あるいはいかにデジタル量の情報を失わずに目的のアナログ量に変換するかが、アナログ回路に対する要求である。
アナログ回路はデジタル回路と比較して次のような特徴がある。
- 雑音や干渉、温度変化など外部要因に弱い。
- 素子ばらつきの影響を受けやすい。
- 単純な回路で実現できる。ただし、高度なものや高性能なものを作ろうとすると複雑になり、大型で高価になる。
- 受動部品が必要になるため小型化に不向きである。

以下では、アナログ回路とデジタル回路の主な違いについて解説する。

### ノイズ
アナログ回路における情報の符号化方法により、信号の少しの変化が信号が表している情報の大きな変化を意味したり、情報が失われたりといったことがあるため、デジタル回路よりもノイズに影響されやすい。一般にデジタル信号は2つの値しかとらず、2つの値の差の約2分の1の大きさの外乱でなければ誤りを引き起こせない。デジタル回路では情報は量子化されており、信号が所定の範囲内にある限り、同じ情報を表現することができる。デジタル回路ではこの原理を応用して論理ゲートごとに信号を再生成してノイズを低減・除去している。

### 精度
信号の正確さは様々な要因に影響され、特に元々の信号に含まれているノイズと処理中に追加されるノイズが大きな要因である。これについてはSN比を参照のこと。電子部品の基本的物理特性から生じるショット雑音などがアナログ信号の解像度を制限している。一方デジタル回路では信号を表す桁数を追加することで精度を増すことができる。実際にはアナログ-デジタル変換回路 (ADC) の性能によってその桁数が制限されるが、デジタル処理では一般に精度が低下することがない。ADCはアナログ信号を入力として、一連の2進数に変換する。ADCはデジタル温度計、デジタル照度計などのデジタル機器で使われており、さらにデジタル録音やデータ収集などにも使われる。一方デジタル-アナログ変換回路 (DAC) はデジタル信号をアナログ信号に変換する。DACは一連の2進数を入力として、それをアナログ信号に変換する。DACはオペアンプの利得制御システムによく見られ、デジタル増幅回路やデジタルフィルタ回路でよく使われている。

### 設計の難しさ
アナログ回路はノイズに弱く、デジタル回路に比べて設計が難しい。これはアナログ回路がデジタル回路で代替されるようになった主な理由の1つである。アナログ回路の設計はデジタル回路に比べて自動化がなされていない。しかしデジタル回路が実世界とやり取りするには、アナログのインタフェースが必要とされることがほとんどである。例えば、デジタルラジオの受信機にはデジタル回路の前にアナログの増幅回路が必ず存在する。

## アナログ回路の例
- 増幅回路
- 発振回路
- フィルタ回路
- 演算回路
- インピーダンス整合
- 変調回路
- 電源回路
- 高周波回路

## 用いられる素子
- 真空管
- トランジスタ、電界効果トランジスタ
- オペアンプ
- ダイオード
- 抵抗器、インダクタ、キャパシタ
- フォトカプラ
- トランス
- リレー